# Обамза
Обамза (рос. Обамза) — роз’їзд в Новомаликлинському районі Ульяновської області Російської Федерації.
Населення становить 0 осіб. Входить до складу муніципального утворення Середньоякушкинське сільське поселення.

## Історія
Від 2004 року входить до складу муніципального утворення Середньоякушкинське сільське поселення.

## Населення
| 2010 |
| ---- |
| 0    |